# برکاء
شهرستان برکاء (به عربی:  ولایة برکاء ) یکی از شهرستانهای استان باطنه جنوبی در منطقهٔ باطنه در کشور پادشاهی عمان است.

## جمعیت
جمعیت آن در حدود ۶۴۵۲۶ هزار نفر می‌باشد.